# Trou du Diable
Trou du Diable (z fr. Dziura Diabła) – jaskinia położona w mieście Saint-Casimir w Quebecu.
W Trou du Diable znajduje się podziemna część strumienia, konkretnie ostatnie 980 metrów, jest to drugi pod względem długości strumień w Quebecu. Jest on dopływem Rivière Ste-Anne.